# Polypedilum parascalaenum
Polypedilum parascalaenum är en tvåvingeart som beskrevs av Beck 1962. Polypedilum parascalaenum ingår i släktet Polypedilum och familjen fjädermyggor.
Artens utbredningsområde är Florida. Inga underarter finns listade i Catalogue of Life.